# Wilson dos Santos
Wilson dos Santos, född 9 december 1958, är en friidrottare från Brasilien. Han deltog vid olympiska sommarspelen 1984.